# Sus-Saint-Léger

Sus-Saint-Léger este o comună în departamentul Pas-de-Calais, Franța. În 1 ianuarie 2022 avea o populație de 362 de locuitori.